# Дом Советов (Владикавказ)
Дом Советов — памятник архитектуры и градостроительства во Владикавказе, Республика Северная Осетия-Алания. Выявленный объект культурного наследия России и культурного наследия Северной Осетии. Находится в историческом центре города на центральной площади Свободы. Самое крупное здание Владикавказа и первое здание в городе, оборудованное лифтами.

## История

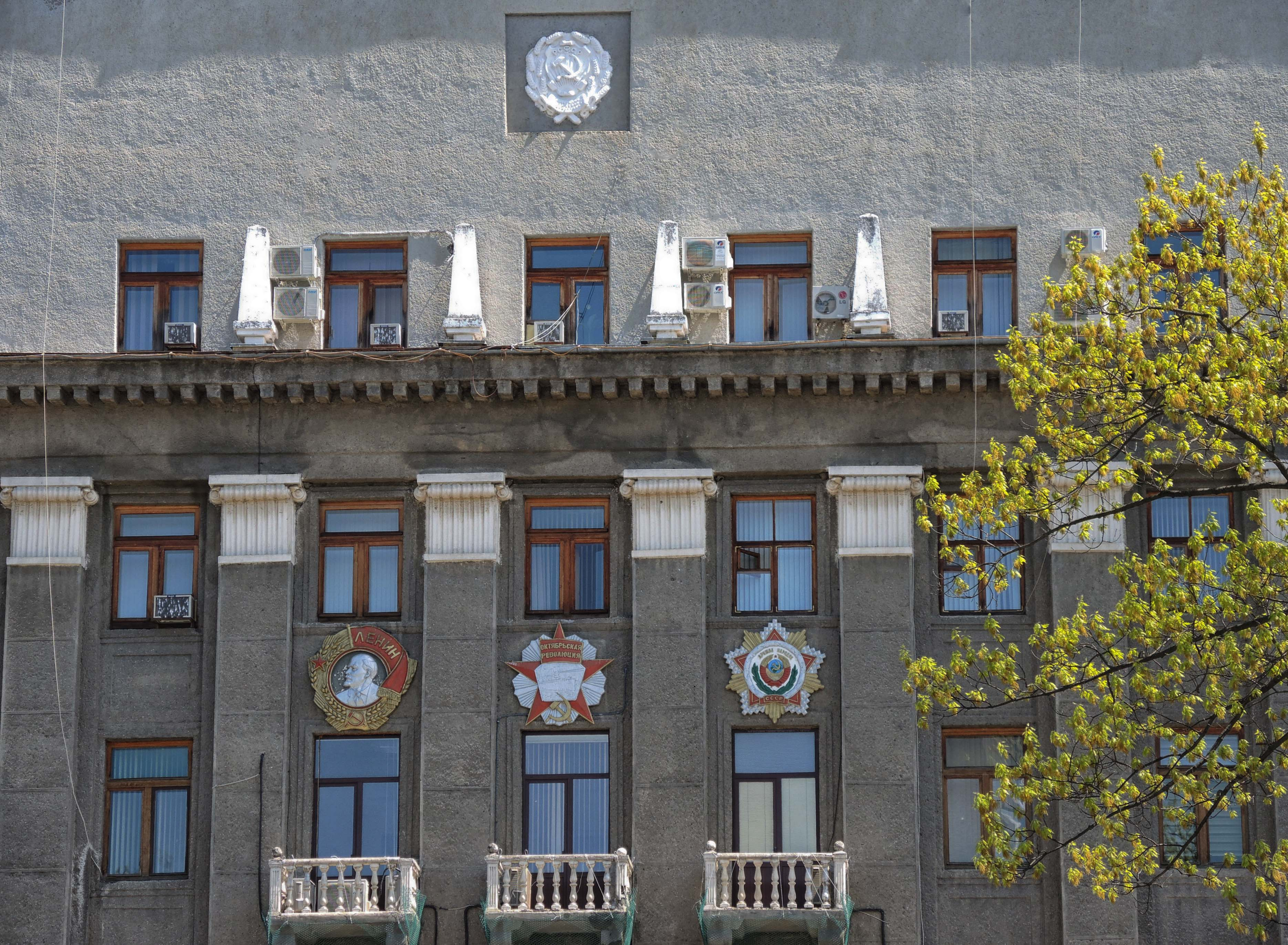
Фрагмент фасада

До 1936 года на месте, где сегодня находится Дом Советов, был разбит первоначальный Пушкинский сквер. В 1936 году началось строительство Дома Советов по проекту архитекторов Петухова и Б. Р. Симонова. Строительство пятиэтажного здания закончилось в 1940 году.
Общий объём здания составляет 60 тысяч куб. м. По обе стороны центрального корпуса находятся два выступающих ризалита в три этажа с колоннадой всю высоту здания.
В настоящее время в здании размещаются Правительство Республики Северная Осетия-Алания, Администрация Главы Республики Северная Осетия-Алания, Парламент Республики Северная Осетия-Алания, Центральная избирательная комиссия Республики Северная Осетия-Алания, Министерство финансов Республики Северная Осетия-Алания и Министерство экономического развития Республики Северная Осетия-Алания.